# Svenska reduktioner
En reduktion var i Sveriges historia en indragning till staten av egendom, som jord och jordinkomster, vilka tidigare avsöndrats till i första hand adeln genom förläningar, ärftliga donationer, och dylikt. Flera reduktioner ägde rum från 1200-talet till 1600-talet. I Sverige syns termen ha använts först under reduktionsyrkandena vid 1600-talets mitt – tidigare reduktioner benämndes "räfst", "vederkännande av gods" eller "revocation".
De rättsgrunder som tillämpades vid reduktionsförfarandena var olika. Gods och annan egendom kunde dras in om avsöndringen på ett eller annat sätt varit förknippad med något rättsstridigt förfarande. Frälsemän kunde till exempel ha lagt under sig skattegods olagligt genom förfalskade donationsbrev. Det kunde också hända att förbjudna orter överlåtits. Gods eller räntor kunde dessutom återtas, om de av innehavaren genom överträdelser eller försummelser förverkats under besittningstiden.
Så kallat sakfallsgods var ursprungligen gods som saknade ägare, men övergick till att innefatta gods som dragits in till kronan på grund av missgärningar. Det hände att frälsemän kunde lösa sig från straff genom sakfallsgods, vilket återlämnades till kungen i samband med räfseting.
Vid de stora reduktionerna under 1600-talet framträdde slutligen också anspråk på att över huvud taget all avsöndring kunde återkallas. Man anförde till stöd därför stadganden ur landslagen, att ”konung inte ägde förminska rikets ingälder för sin efterträdare, utan att denne i så fall egde återkalla det avsöndrade”.
Bland mera bemärkta reduktioner och räfster märks följande:

## Birger Magnussons reduktioner
Under förmyndarstyrelsen för kung Birger Magnusson (1290–1302) verkställdes under marsken Torgils Knutssons ledning en betydande inskränkning i de immunitetsrättigheter, som kyrkan åtnjutit. Vissa pålagor, som kyrkogodsen dittills sluppit, skulle för framtiden betalas till kronan. Det gällde framför allt tillfälliga skatter, vissa böter med mera I privilegiebrev 1304 och 1305 utsträcktes emellertid åter kyrkans frälse.

## Magnus Erikssons reduktioner
Såväl under Magnus Erikssons förmyndare som under hans egen regering anordnades räfster för att undersöka, om skattegods olagligt kommit under frälse. Dessa blev då i många fall belagda med kvarstad. Redan 1330 igångsattes en sådan rannsakning, och kvarstadsåtgärder är kända från flera olika senare tillfällen – de var i kraft ännu 1357. Åtgärderna har riktats mot både andligt och världsligt frälse, och har säkerligen medverkat till stormännens förbittring mot kungen. Under Magnus Erikssons tid började kungligt tillstånd fordras för såväl frälserätt i allmänhet som rätt att köpa skattegods under frälse.

## Albrekt av Mecklenburgs reduktion
Kung Albrekt av Mecklenburg vidtog åtgärder för att ordna förhållandet mellan kronans rätt och kyrkans frälse. Enligt ett par medeltidskrönikor återkrävde han gods som adeln lagt under sig. Efter Bo Jonsson Grips död 1386 försökte kung Albrekt få förmyndarskapet över dennes barn. Han var ute efter den omfattande mängd gods, län och förpantningar, som Bo Jonsson efter hand förskaffat sig. Försöket ledde emellertid till den resning som slutade med kungens avsättning.

## Drottning Margaretas reduktion
Enligt överenskommelse som träffats vid Erik av Pommerns val och hyllning till svensk kung förordnades på herredagen i Nyköping 1396 i huvudsak följande:
- En rannsakning skulle anställas rörande de kronogods, som fogdar och ämbetsmän haft i pant eller län, sedan konung Albrekt först inkom i riket, det vill säga 1363.
- Gods och bönder, som dessa fogdar och ämbetsmän fått från kronan sedan den tiden, skulle utan lösen åter dömas under kronan och där förbli.
- Hade någon tvingat en skattebonde att förpanta eller sälja sin jord, skulle också denna åter dömas under kronan. Köpeskillingen skulle återbetalas av bonden inom ett år, såvida han inte blivit avlurad sin jord. Byten mot fullt vederlag skulle däremot stå fast.
- Om tvisten med Bo Jonssons son träffades särskilda bestämmelser.
- Försäljning eller förpantning från kronan fick ej under Margaretas eller Eriks regeringstid ske utan deras samtycke.
- Inget frälse skulle godkännas från tiden efter 1363, som ej kunde styrkas med kungligt brev eller bevisa sig vara gammalt frälse.
- Frälseman skulle blott få frälsa sitt eget skattegods, ej annat.
- Alla under ofredstiden uppbyggda fästen skulle nedrivas, om ej konungen och drottningen önskade deras bibehållande.
- Kopparberget skulle, med undantag av en mindre del, höra till kronan och vissa bestämda slott och län innehas av drottningen. Några namngivna herrar skulle emellertid få behålla sina län.

Enligt beslutet skulle räfstetingen hållas under närmaste halvåret, men faktiskt fortgick de på vissa håll ännu 1409. Reduktionen drabbade både det världsliga frälset och kyrkan. Dess ekonomiska resultat har varit betydande. (Bevarade domarbrev visar att till exempel i Vartofta härad över 140 gårdar eller gårdsdelar åter lades under skatt, att i dåvarande Västerås län – mellan Sagan och Kolbäcksån – detsamma skedde med över 500 större eller mindre fastigheter och att i vissa delar av Uppland över 600 fastigheter åter blev skatte.) Även vid denna räfst klagades från kyrkan, utan resultat, över den världsliga maktens ingripande mot dess egendom. Efter drottningens död fick emellertid kyrkan genom 1413 års räfstetingsförordning starkare inflytande på räfstetingens sammansättning, en del gods verkar ha återgått till kyrkan. 1414 tycks reduktionen ha avstannat.
Även i Danmark skedde under drottning Margaretas tid i avsevärd omfattning ett återvinnande av kronogods.

## Karl Knutssons räfst
På uppdrag av Karl Knutsson höll hans hovmästare Erik Eriksson och hans kansler Nikolaus Eyting under vintern 1453–54 räfsteting i ett flertal mellansvenska landskap. Det fanns krav på frälsejords återgång till skatte, dels yrkanden av fogdar, menigheter eller enskilda att ge tillbaka fastigheter från kyrkor och kloster. Något resultat av dessa krav och yrkanden är inte känt.

## Gustav Vasas reduktion från kyrkan
Redan omedelbart efter befrielsekriget började kyrkan, trots sin principiella frälsefrihet, få åtaga sig olika gärder till kronan, vissa år helt eller delvis avstå från tionde och så vidare. Men eftersom kronans inkomster fortfarande var otillräckliga, beslöts på Västerås riksdag 1527 den stora kyrkoreduktionen. Enligt beslutet – Västerås recess – skulle kronans ränta upprättas genom biskoparnas, domkyrkornas, klostrens och kanikernas överflödiga tillgångar. Biskoparna skulle inte få ha större följen, än kungen bestämt; överskottet av deras ränta skulle enligt överenskommelse mellan honom och dem överlämnas till honom, även deras slott och fästen. På samma sätt skulle ske med domkyrkornas och kanikernas ränta, över varje kloster skulle kungen sätta en god riddersman, som skulle låta klosterfolket få sitt uppehälle och hålla klostret vid makt, men för överskottet av dess ränta göra kungen tjänst med borgläger eller på annat sätt. För att adeln skulle återupprättas, skulle den återfå alla gods, som sedan Karl Knutssons räfst blivit skänkta, sålda eller pantsatta till kyrkan, de sålda eller pantsatta dock mot lämplig lösen, eftersom de längre eller kortare tid varit borta och inte löst sig själva. Skattejord skulle återgå, hur länge den än varit borta, undantag gjordes för jord som var nödvändig för prästernas uppehälle i Norrland.

## Reduktion under Vasaätten
Under kung Gustav I och hans söner förekom flera rannsakningar efter skattegods. Det var sånt som ansågs ha utdelats på fel grunder och därför togs tillbaka till statskassan. Likaså finns exempel på räfster efter kyrkogods, som ansågs med orätt ha kommit i enskild ägo. Johan III:s ständiga penningbrist drev honom även till andra åtgärder. Det hände, särskilt under hans senare regeringsår, att han lät återkalla givna förläningar.
Liknande exempel på indragningar av förläningar finns också från Karl IX:s, Gustaf II Adolfs och Kristinas regeringar. Under Kristinas sista år som regent sänkte man också löner.
Under Karl IX:s tid ledde striden mellan Sigismund och honom till en omfattande godsindragning. De som ställt sig på Sigismunds sida dömdes enligt olika riksdagsbeslut (1595, 1600, 1604), enligt landslagens bestämmelser om högmålsbrott. Ibland tillämpades skärpta åtgärder, då gods indrogs, inte bara från dem, utan i vissa fall även från deras hustrur och barn.
En märklig roll i denna periods reduktionshistoria spelar även de gustavianska arvegodsen. En stor del av dessa indrogs vid Erik XIV:s och Johan III:s trontillträde från "arv och eget" till kronan.

## Reduktion under Gustav II Adolf och Kristina
Under 1600-talets första hälft framträdde efter hand allt starkare yrkanden på återkallelser. De stora gods- och ränteavsöndringarna var en av anledningarna till det. Därmed samverkade också de ofrälse ståndens stigande emancipation, som vid den här tiden gjorde sig gällande – förändrade samhällsförhållanden gynnade deras utveckling. Universitet och skolor stärkte de ofrälses ställning och anspråk, likaså de många nya stadsgrundläggningarna och näringslivets uppsving. Den starkt utvecklade ämbetsorganisationen bidrog slutligen till att även hos adeln skapa en motsättning mellan den jordbesittande och högadeln, som begåvats med stora donationer. Massan av lågadel hade bara små donationer, men var som ämbetsmän angelägen om ordnade statsfinanser för att ordentligt få ut sina löner.
Redan under Gustaf II Adolfs regering hördes röster för återkallelse av gods eller uppbördsförmåner – Johan Skytte torde vid ett par tillfällen ha uppträtt såsom deras målsman – och under drottning Kristinas förmyndarregering förstärktes de, särskilt vid dess början och dess slut. Man riktade sig dels mot själva besittningen av godsen, dels mot de med frälserätten förknippade privilegierna. 1644 yrkades från bondehåll återlösen av försålda gods. Det hejdlösa godsslöseriet under Kristinas egen regering (jfr Länsväsen) skärpte kraven, och vid kröningsriksdagen 1650 – efter krigets slut och under inverkan av en stark missväxt – frambar de tre ofrälse stånden kraftiga reduktionsyrkanden. Kraven stöddes till en början av drottningen, som med deras hjälp ville genomdriva sin plan om att få Karl X Gustav till arvfurste. Sedan detta skett sökte hon emellertid hejda dem. Hon ansåg sig inte kunna återta vad hon själv gett eller bekräftat.

## Fjärdepartsräfsten under Karl X Gustav
På riksdagen år 1655 upprepades de ofrälses krav på reduktion som de tidigare framfört under riksdagen år 1650. Karl X Gustav gick denna gången dem tillmötes och beslutade att alla omistliga gods, det vill säga de som var oumbärliga för hovet, krigsmakten och bergsverken, samt en fjärdedel av de donationer adeln fått sedan den 6 november 1632, skulle dras tillbaka till kronan. Den sistnämnda proportionen gav reduktionen sitt namn.
Redan vid drottning Kristinas tronavsägelse 1654 beslöts om en reduktion i Pommern, ett av hennes underhållsländer och vars avkastning därför behövde ökas. Statens dåliga ekonomi, som dels hennes underhåll, dels krigsrustningarna orsakade, gjorde det nödvändigt med en mer omfattande reduktion. Beslut om detta togs på 1655 års riksdag. Regeringen tog själv initiativet, och formellt fick beslutet, i strid mot 1650 års krav på igentagande, närmast karaktären av ett frivilligt medgivande av adeln, som inte gjorde något större motstånd. Beslutets huvudpunkter var följande; 
- Förfarandet skulle endast gälla vad som skett efter Gustaf II Adolfs död.
- En allmän inventering skulle göras med upphävande av förläningar av gods som getts med andra och förmånligare villkor än de som gällde beslut från Norrköping 1604. Till följd av detta skulle dessa gods åter tillhöra kronan.
- Alla utlovade, men inte överlämnade, egendomar skulle förbli i kronans ägo.

Till en början hade man tänkt nöja sig med dessa bestämmelser. Då det under riksdagens gång blev tydligt att mer pengar behövdes, beslöts efter åtskilligt meningsutbyte, att en fjärdedel av övriga donerade gods skulle återgå till kronan. Därav namnet Fjärdepartsräfsten, som felaktigt fått benämna hela 1655 års reduktionsbeslut.
Av allt återtaget skulle bildas en egendom med Kronan som ägare och den skulle inte kunna upplösas. 
Adeln hade dock gått med på fjärdeparten med villkor; vad den nu fick behålla, skulle bekräftas för adeln för all framtid. Detta hade konungen gått med på.
När de ofrälse stånden i riksdagen fick reda på kungens och adelns överenskommelse vägrade de att godkänna det. De ofrälse hade hopp om flera reduktioner som skulle fördela landets rikedomar. I riksdagens sista timma uppstod en skarp strid, som till sist avbröts med hjälp av en bristfällig kompromiss. Överenskommelsen mellan konungen och adeln om äganderätten till godsen uteslöts ur riksdagsbeslutet. Beslut skulle istället tas vid nästa riksdag.
Då villkoren för indragningen ändrats, skulle adeln istället i tre år erlägga en kontribution (ersättning) i pengar, motsvarande en fjärdedel av godsens ränta. Efter dessa tre år planerades den riksdag då slutuppgörelsen skulle ske. Vissa närmare bestämmelser insattes i en 25 juni 1655 utfärdad "stadga angående godsen och deras reduktion", och 9 juli utnämndes kommissarier för verkets utförande
(se Reduktionskollegium).
Till en början fortgick reduktionsarbetet bra, dock med en del missnöje och motstånd. Till innehavare av gods hörde till exempel flera av Trettioåriga krigets främsta fältherrar (Gustaf Horn, Hans Christoff von Königsmarck, Lars Kagg, Alexander Leslie m.fl.), och det bjöd emot för Kronan att återta gods från dessa och deras närmaste.
Det pågående kriget vållade också bekymmer för återlämnandet till kronan. Segrarna gjorde att kungen gjorde nya donationer till sina fältherrar och befriade vissa från reduktionsbestämmelserna. Brist på pengar tvingade honom att åter pantsätta kronogods, vissa nyss indragna.
Räntan av de gods, som reducerades under Karl X regering, har beräknats till närmare 78 000 daler silvermynt.

### Blå boken
Blå boken kallades det skriftliga förslag på reduktion av egendomar som adeln erhållit under drottning Kristinas regeringstid och under Karl XI:s förmyndartid. ”Boken” presenterades redan 1668, alltså under förmyndartiden. Författarna bakom förslaget var framför allt ledande representanter för låg- och nyadeln, som Clas Rålamb, Knut Kurck och Mattias Biörenklou. Även högadliga motståndare till Magnus Gabriel De la Gardies sätt att sköta landets finanser och utrikespolitik fanns med. En av dem var Sten Bielke.

## Reduktionerna under Karl XI
Karl XI:s reduktioner var ett antal kungliga beslut om att tvångsköpa den svenska adelns egendom.

### Reduktionskraven under 1655 års riksdag
1655 års riksdag hade beslutat om en reduktion. Redan under Karl XI:s förmyndarregering framträdde sådana krav (se Blå boken), inte bara från de ofrälse stånden, utan även inom adeln. Dels önskade många adelsmän att reduktionsverket snabbt skulle avslutas för att slippa den osäkerhet de hamnat i. Dels framträdde, särskilt då det blev fråga om de nya bevillningar som finansnöden påkallade, motsättningen mellan högadel och lågadel. Den senare ville driva på reduktionen för att slippa nya bevillningar, den förra hellre behålla godsen även med risk för de särskilda kontributioner från adeln som då var att vänta. Yrkanden om reduktionens utsträckning till östersjöprovinserna och besittningarna i Tyskland (Svenska Pommern och Bremen) framträdde också vid dessa riksdagar.
Under de första åren av Karl XI:s förmyndarregering fortsatte arbetet från Karl X:s regeringstid. Under 1662–63 återtogs gods för omkring 14 000 daler silvermynt. Snart skedde dock åter en avmattning och nya donationer gjordes av förmyndarregeringen.
Efter Karl XI:s myndighet och kröning, 1672, återupptogs arbetet och från början av 1673 till slutet av 1680 återkallades gods med omkring 203 000 daler silvermynt ränta. 
Därefter trädde Reduktionskollegiets verksamhet tillbaka till förmån för de nya reduktionsbeslut som tillkom 1680 och 1683 och som genomfördes av andra i förvaltningen. Till 1687 fortgick emellertid 1655 års reduktionsarbete vid sidan av de nya, dock i minskad omfattning när de nya myndigheterna övertog arbetet efter hand.

### 1680 års riksdag
Frågan om reduktion återupptogs på 1680 års riksdag i samband med Karl XI:s övriga reformer. De ofrälse stånden och en del adelsmän, stödde kungen om ytterligare indragning av gods.
I stort sett innebar beslutet följande. 
- Alla grev- och friherreskap skulle återgå till kronan, likaså alla kungsgårdar med deras tillhörigheter.
- Alla Norrköpings besluts gods, som räntade (gav i vinst) över 600 daler silvermynt årligen skulle återgå i kronans ägo. (Den bestämmelsen bidrog till att vinna lågadeln, eftersom omkring hälften av donationerna vid 1600-talets mitt torde ha räntat under 200 daler silvermynt.)
- Vidare skulle köp och förpantningar från kronan rannsakas och vissa regler uppställas för deras likvidation. Reglerna gick ut på att köp eller förpantningar för kontanta pengar skulle bestå. Gods som erhållits mot andra fordringar som innestående löner och så vidare (s.k. "ofruktbara fordringar"), ansågs amorterade och återgick till kronan.
- I princip alla donationer i provinserna utanför Sveriges gränser skulle dras in.
- Ingen preskriptionstid skulle gälla, det vill säga att reduktionen skulle gå obegränsat tillbaka även över 1632.

Det reducerade skulle behållas av kronan. Från reduktionen undantog adeln uttryckligen ärvda gods och uttalade sin förvissning att ej vidare betungas med ny reduktion. För reduktionens utförande tillsattes en reduktionskommission, i vilken adeln själv fick välja medlemmar.

### Utvidgad reduktion
Redan vid 1682–83 års riksdag utsträcktes emellertid reduktionen, sedan en kunglig proposition begärt medel till krigsmaktens stärkande. Adeln önskade ge en kontribution, men de ofrälse stånden begärde en i olika hänseenden utvidgad reduktion. Resultatet blev att konungen begärde och erhöll en förklaring från ständerna, att han enligt landslagen "ägde län för att läna och vid behov återta", utan ständernas samtycke. 
Beslutet gick i själva verket utöver landslagen, som begränsade återkallelserätten; beslutet tillade nämligen kungens rätt att återtaga, vad han själv givit. Faktiskt fick kungen härigenom återkallelserätt gentemot all egendom i landet, som på något sätt under något tidigare skede varit i kronans hand och därifrån avsöndrats genom gåva. Även de mindre donationerna drabbades alltså nu. De närmare normerna bestämdes efter kungens gottfinnande och var i många fall mycket stränga.

### Ytterligare skärpning
Vid 1686 års riksdag genomfördes en ny skärpning, denna gång i fråga om avsöndringar, som skett mot vederlag, särskilt förpantningar och försäljningar. Beträffande förpantningarna hade 1680 bestämts, att 8 % skulle betraktas som skälig ränta, men vad därutöver var såsom amortering. Nu nedsattes räntan till 5 %, och åt denna bestämmelse gavs återverkande kraft, så att allt vad godsen årligen räntat över 5 % skulle betraktas som amortering och godset återfalla. Det var till och med fråga om att pantinnehavaren skulle återbetala, vad han möjligen uppburit utöver detta belopp, men det kravet efterskänktes av kungen. Då vid pantsättningstiden ingen skulle utlånat penningar mot 5 % utan kunde påräkna 6 till 8 %, framträder bestämmelsens hårdhet så mycket skarpare.
De ofrälse stånden skonades dock i regel. När landets lånemöjligheter måste tillvaratas vid Stora nordiska krigets utbrott 1700, utfärdade Karl XII däremot en rad förordningar som medförde betydande lindringar i de återstående reduktionsmålen. Många sådana var dock oavgjorda, och på grund av sina följdmål kom vissa reduktionsmål till ett slutligt avgörande först långt fram i senare tid.

### Konsekvenserna av reduktionen
Vad hela reduktionen inbragte är inte känt med säkerhet, men under Karl XI:s regering verkar det ha varit inemot 1 950 000 daler silvermynt i årlig ränta – oberäknat innestående efterräkningar på omkring 500 000 daler – varav i det gamla Sverige och Finland omkring 700 000. På de utrikes provinserna – östersjöprovinserna och de tyska – föll omkring 1 150 000 daler silvermynt, varav bara i Livland närmare 550 000.

#### Kronan
Finansiellt betydde reduktionen under Karl XI en avsevärd ökning av kronans tillgångar. Den bidrog i hög grad till utvecklingen av den starka och noggranna organisationen av rikets finansväsen och förvaltning. Reduktionen bidrog vidare till att öka och stärka det självägande bondeståndet, speciellt sedan en stor del av kronans återvunna gods sålts till bönder under Karl XII:s regeringstid. Om reduktionen också, som ibland påståtts, räddat böndernas frihet är inte belagt.

#### Adeln
För adeln betydde reduktionen en oerhörd godsminskning och ekonomisk omvälvning. Eftersom de gods som indrogs kunde ha bytt innehavare under flera generationer, innebar nämligen återkallelsen inte bara ett indragande av godsen, där de numera fanns, utan också ett sönderbrytande av gångna arvskiften, köp, byten med mera, vilket vållade en allmän osäkerhet i äganderätts- och kreditförhållanden. 
Politiskt betydde reduktionen för adeln dessutom en fullständig förändring i dess ställning. Den gamla jordägaradeln, som i jordbesittning haft grunden för en viss självständighet även mot kungamakten, förlorade sin maktställning och ersattes med en ganska osjälvständig ämbetsmannaadel. Samtidigt minskade efterräkningarna i hög grad lusten att handla på eget ansvar, något som under Karl XII:s tid visade sina ogynnsamma följder. Ståndsolikheterna däremot stod kvar, privilegieskillnaderna likaså, däribland den olika beskattningen av frälse och ofrälse jord; därav frihetstidsadelns iver att värna rätten till ämbeten och, i möjligaste mån, till frälsejord.

#### Utrikesprovinserna
I utrikesprovinserna fick reduktionen genom sin omfattning särskilt negativa följder. Den drabbade både svenskar som erhållit gods och som var representerade på den svenska riksdagen, och infödda godsinnehavare i provinserna. Den svenska staten förbisåg provinsernas egna lagar och begärde även gods i östersjöprovinserna som var givna före den svenska tiden. Speciellt i Livland, en gammal feodalstat där all jord sedan Tyska Ordens etablering i landet varit adelslän, fick reduktionen genomgripande konsekvenser. Livegna bönder förvandlades genom detta till kronobönder. Det orsakade ett missnöje bland vissa medlemmar ur den tysk-baltiska adeln, och ledde i synnerhet till adelsmannen Johann Patkuls stämplingar mot Karl XII.